# Robert Lindsay (atleta)
Robert Alexander Lindsay (Londra, 18 aprile 1890 – Londra, 21 ottobre 1958) è stato un velocista britannico, specializzato nei 400 metri piani.

## Biografia
Prese parte ai Giochi olimpici di Anversa 1920 nella gara dei 400 metri piani, dove su eliminato durante le qualificazioni, e nella staffetta 4×400 metri, dove vinse la medaglia d'oro insieme ai connazionali Cecil Griffiths, John Ainsworth-Davis e Guy Butler.

## Palmarès
| Anno | Manifestazione  | Sede    | Evento                | Risultato     | Prestazione | Note |
| ---- | --------------- | ------- | --------------------- | ------------- | ----------- | ---- |
| 1920 | Giochi olimpici | Anversa | 400 metri piani       | elim. qualif. | 51"7 s      |      |
| 1920 | Giochi olimpici | Anversa | Staffetta 4×400 metri | Oro           | 3'22"2      |      |